# Fritz Reinhardt
Fritz Reinhardt (3 de abril de 1895, Ilmenau, Imperio alemán - Alemania occidental, Ratisbona, 17 de junio de 1969) fue un político y economista alemán, Secretario de Estado en el Ministerio de Finanzas en la época del Tercer Reich.

## Biografía

### Carrera
Al estallar la Primera Guerra Mundial, Reinhardt se quedaba en Riga, Livonia, y terminó pasando la guerra en un campo de internamiento en Siberia como un enemigo extranjero. En 1919, fue director de la Escuela Comercial de Turingia (Thüringische Handelsschule) y en 1924 fundó la primera Escuela Alemana de Comercio de Larga Distancia. Además, era administrador de la Oficina de Finanzas del Estado de Turingia. 
En octubre de 1926 (o en otras fuentes, 1924), se unió al Partido Nacionalsocialista Obrero Alemán y rápidamente desarrolló una carrera con ellos con su talento para hablar y su conocimiento de los sistemas económicos y fiscales. En el mismo año, se convirtió en el líder del grupo local (Ortsgruppenleiter) en Herrsching, en 1927 el líder de distrito (Bezirksleiter) en la Alta Baviera-Sur, y en 1928 (y hasta 1930) el Gauleiter de la Alta Baviera. Desde 1928 hasta 1933, Reinhardt fue el líder de la Escuela de Habla del NSDAP. Durante este tiempo, 6000 miembros del partido recibieron educación propagandística. 
En 1930, Reinhardt se convirtió en miembro del Reichstag y asumió el papel principal en el NSDAP en asuntos financieros. En 1933, se convirtió en un SA-Gruppenführer y miembro del personal del delegado Rudolf Hess de Adolf Hitler. 
El 6 de abril de 1933, después de la intervención de Hitler, Reinhardt se convirtió en Secretario de Estado en el Ministerio de Finanzas del Reich bajo Johann Ludwig Graf Schwerin von Krosigk, sucediendo a Arthur Zarden, cuya titularidad violó la política nacionalsocialista, ya que era judío. En 1937 llegó el nombramiento de Reinhardt como SA-Obergruppenführer. 

### Secretario de Estado
Reinhardt podía contar con el respaldo del NSDAP y de Hitler, razón por la cual mantuvo una posición tan influyente desde el principio. Reinhardt tomó las decisiones sobre impuestos. Debajo de él estaban la Escuela de Impuestos y Aduanas, creada por él en 1935, y el Zollgrenzschutz ("Servicio de Aduanas"). Fue uno de los componentes de los programas destinados a reducir el desempleo, que colectivamente también se conocieron como el Programa Reinhardt. Algunos historiadores, particularmente alemanes, sostienen que Reinhardt también dio su nombre a la Operación Reinhard, aunque una comprensión más amplia, especialmente después de su finalización, ha asociado el nombre de ese programa con Reinhard Heydrich, primer jefe de la RSHA. La confusión surgió del hecho de que Heydrich había deletreado su primer nombre tanto Reinhard como Reinhardt durante la década de 1930 durante su carrera en las SS.
La Sección 1 (§1) de la Ley de Reconciliación Fiscal (Steueranpassungsgesetz) de octubre de 1934 se remonta a Reinhardt. Esta ley implementó la Weltanschauung nacionalsocialista. Obvió numerosos cambios detallados a las regulaciones individuales e implementó la ideología de un solo golpe. En el tiempo que siguió, toda una serie de regulaciones y decisiones adicionales contra los judíos llevaban la firma de Reinhardt, por ejemplo, la declaración de 1942 sobre el oro robado de los judíos desposeídos y asesinados. 
Fue editor del Deutsche Steuerzeitung ("Periódico Tributario Alemán"), que, junto con todas sus otras publicaciones, hizo una lectura obligatoria para todos los funcionarios de finanzas. 

### Desnazificación
Reinhardt fue capturado por los aliados en 1945, y el 17 de junio de 1949 fue clasificado como Hauptschuldiger (literalmente "el principal culpable") en un proceso de denazificación y sentenciado a cuatro años en prisión laboral. En una apelación que se realizó a fines de 1949, se confirmó la sentencia, pero la pena se redujo a tres años. A finales de 1950 la sentencia fue confirmada definitivamente. El tiempo de detención de Reinhardt debía contarse para su pena, lo que condujo a su liberación inmediata. 
En los procedimientos judiciales, Reinhardt se vio a sí mismo en el papel de un experto financiero que se limitaba a las finanzas del Reich, mitigaba las penas infligidas a los judíos y, de lo contrario, tenía que ceder a las decisiones de otros ministerios. 

### Posguerra
Reinhardt trabajó como asesor fiscal, pero por lo demás no se veía en la vida pública. Su hijo, el Dr. Klaus Reinhardt, fue nombrado general en la Bundeswehr.

## Libros (selección)
- Die Herrschaft der Börse, 1927
- Buchführung, Bilanz und Steuer: Lehr und Nachschlagwerk, 1936
- Was geschieht mit unserem Geld?, 1942
- Mehrwertsteuer-Dienst: Kommentar zum Umsatzsteuergesetz, 1967